# Code de Gortyne

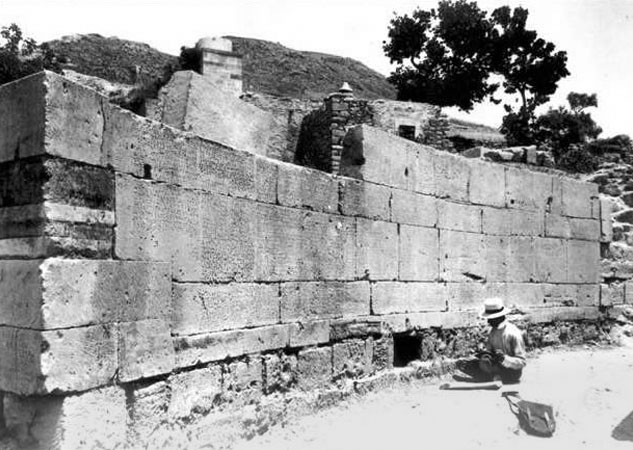
L'archéologue Federico Halbherr devant le mur du code de Gortyne vers 1900.

Le code de Gortyne est un très important recueil de lois, gravé sur pierre, régissant la vie civile dans la cité-État de Gortyne au sud de la Crète, dans la première moitié du Ve siècle av. J.-C.

## Une découverte exceptionnelle

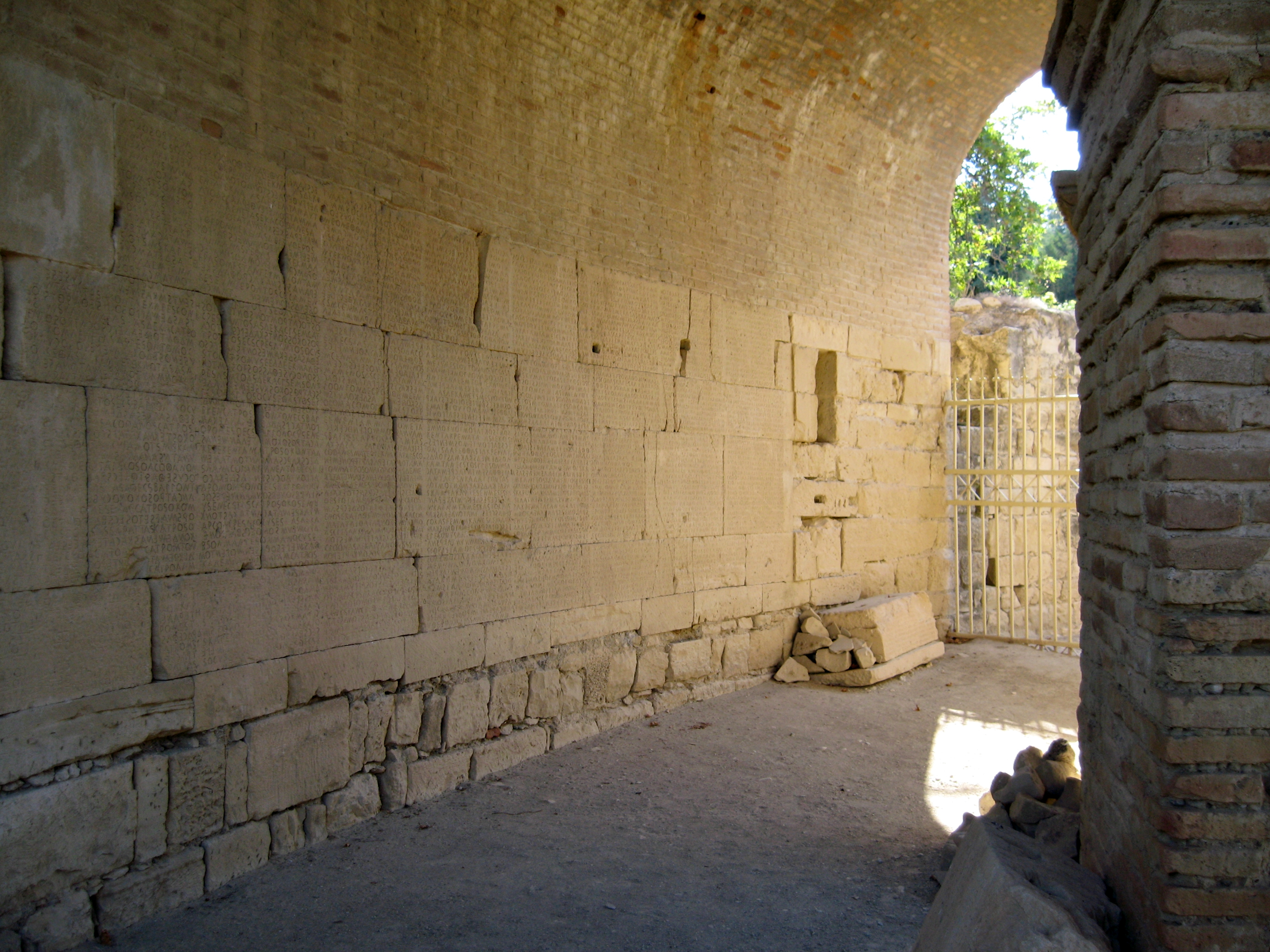
L'ensemble de l'inscription de Gortyne, sur le mur de l'Odéon.

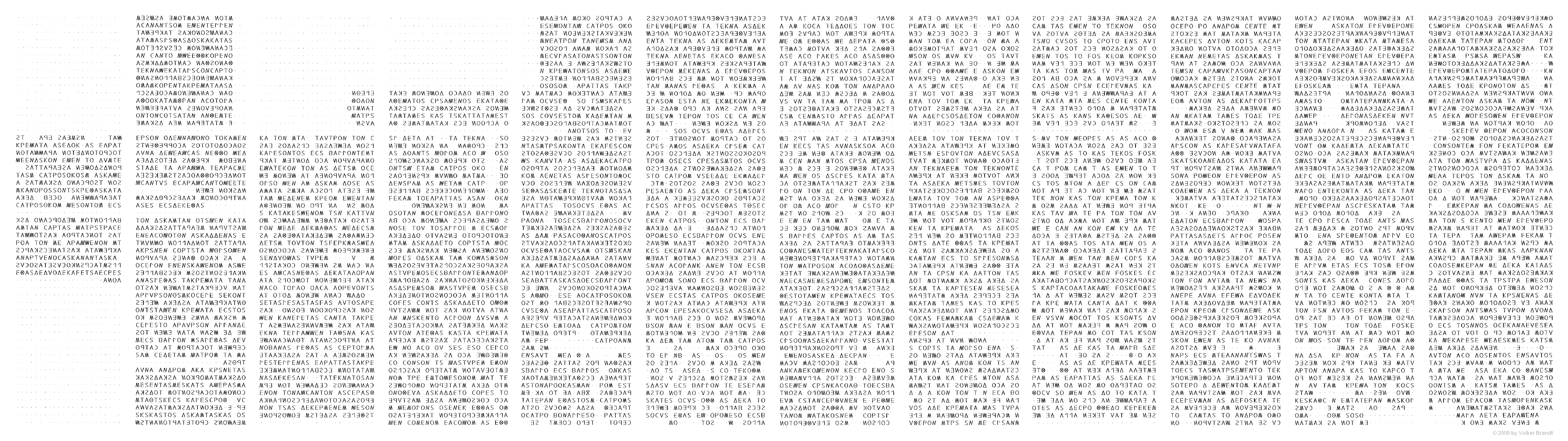
Copie complète de l'inscription.

En 1857, les Français Louis Thénon et Georges Perrot découvrent un premier fragment de cette inscription, soit les 15 premières lignes de la colonne XII, sur une plaque qui avait été récupérée pour la construction d'un moulin voisin du site ; ils en font l'acquisition pour le musée du Louvre, où elle se trouve aujourd'hui.
En 1879, Bernard Haussoullier, envoyé par l'École française d'Athènes, découvre deux autres plaques encastrées parmi les pierres du mur de la maison attenante au moulin. Ces découvertes suscitent l'intérêt de l'Institut allemand, qui envoie l'épigraphiste Ernst Fabricius, et du professeur italien Comparetti, qui envoie son disciple Federico Halbherr explorer l'endroit, en compagnie de l'archéologue grec J. Hazzidakis, qui sert de liaison avec les autorités turques alors responsables de la Crète. Les eaux du moulin sont détournées et les fouilles s'étendent au champ voisin. En 1884, Halbherr découvre d'autres plaques de l'inscription qui étaient scellées dans ce qui constituait la paroi intérieure du mur encerclant l'Odéon d'époque romaine. Avant d'être incorporées à ce théâtre au Ier siècle av. J.-C., les 30 plaques de l'inscription avaient été numérotées (avec des chiffres grecs, soit les lettres de l'alphabet), ainsi que les 12 colonnes (avec des chiffres romains) que leur assemblage constituait. Cette inscription est tout entière l'œuvre d'un même sculpteur. C'est la plus longue inscription que l'on ait retrouvée de la Grèce antique après celle de Diogène d'Œnoanda.
Les pierres de l'inscription proviendraient de la carrière voisine appelée Labyrinthe
. Elles forment 12 colonnes (δελτόι) rectangulaires de 1,5 m de hauteur, comportant chacune entre 53 et 56 lignes, pour un total de 621 lignes. Le tout s'étend sur une longueur de neuf mètres. On a de sérieuses raisons de penser que l'inscription originale comportait plusieurs autres plaques. À l'origine, ce code de lois était probablement fixé sur le mur du bouleutérion (salle du conseil), établi dans l'agora de Gortyne.
L'inscription est rédigée en dialecte dorien. Elle est écrite en boustrophédon, la première ligne se lisant de droite à gauche, la deuxième de gauche à droite, et ainsi de suite. Elle est datée de 480-460 av. J.-C. L'alphabet de l'inscription comporte 18 lettres (dont le digamma F), toutes en capitales, selon la norme pour les inscriptions sur pierre. Les consonnes doubles Ζ, Ξ et Ψ sont transcrites respectivement ΔΔ, ΚΣ, et ΠΣ. La forme des lettres est à peu près la même que celle du grec actuel, à l'exception de Γ, Ε, Ι, Λ, Π, Σ et Υ, plusieurs de ces lettres étant inversées. On peut voir une image complète de l'inscription ci-contre.
La plupart des éléments de l'inscription sont conservés in situ, sur le mur de l'Odéon, sous un abri construit à cet effet et protégé des visiteurs par une grille.

## Un code civil

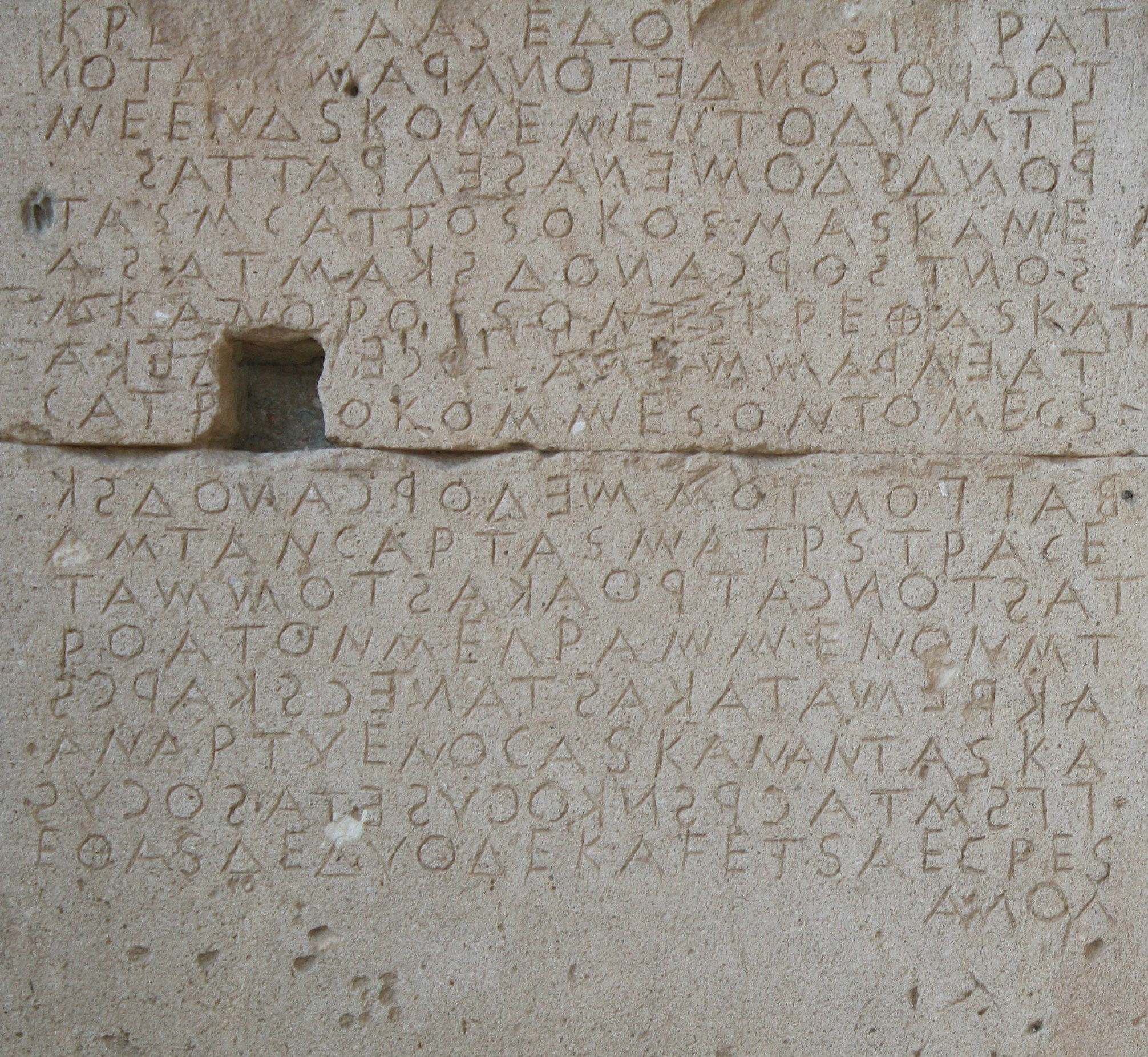
Détail de l'inscription. Écriture boustrophédon.

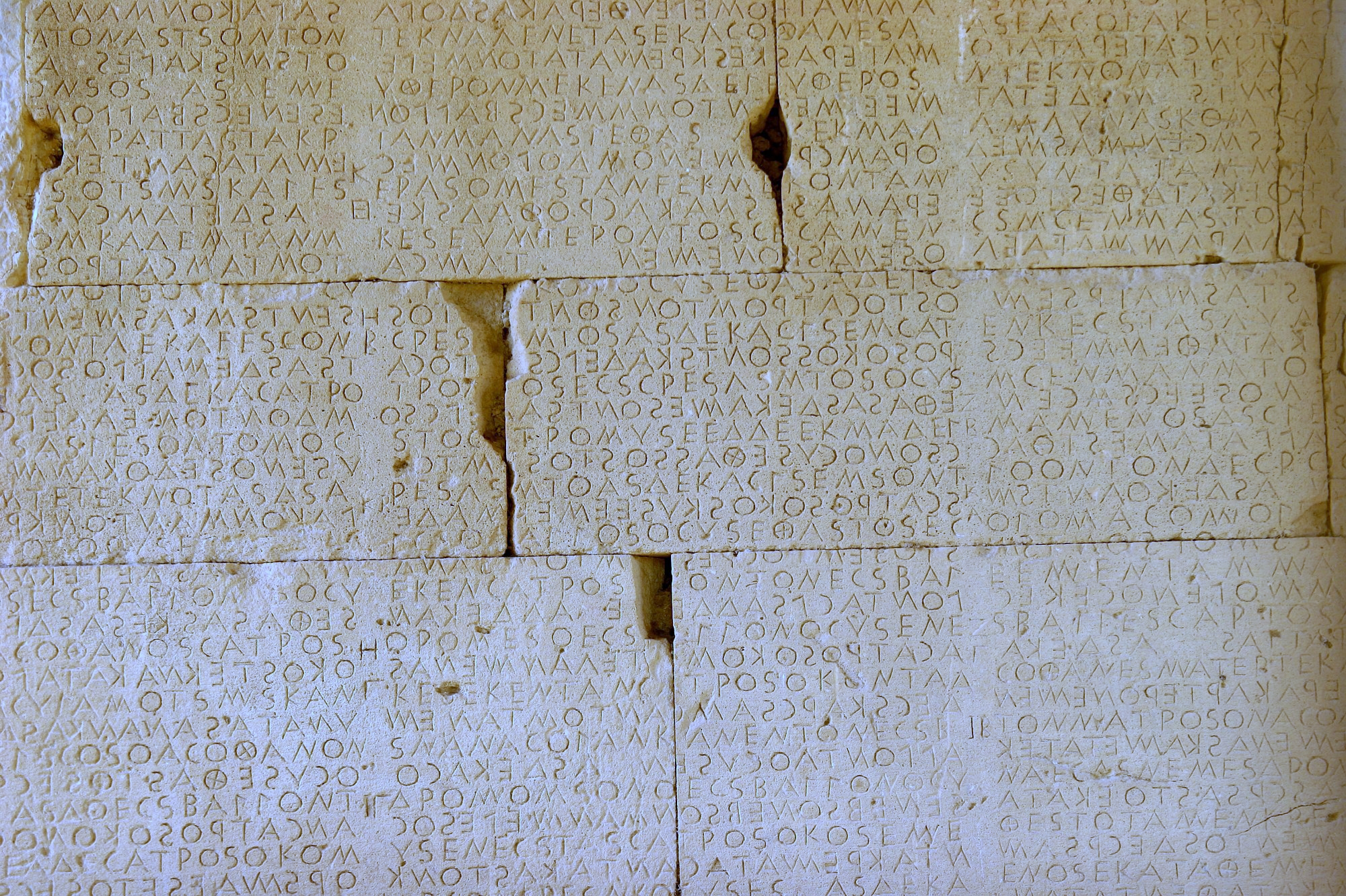
Vue partielle de l'inscription.

Ce code détermine les droits respectifs des citoyens, des esclaves et des étrangers. Il fixe les droits de la femme en cas de divorce, statue sur les questions d'héritage et de garde des enfants. Bien que les dispositions se limitent au droit familial, le code de Gortyne représente un témoignage précieux sur la vie en Crète à l'époque classique, et sur la législation des cités.

### Primauté du droit
Le code commence par affirmer la nécessité de s'en remettre aux tribunaux en cas de conflit et interdit de se faire justice soi-même. Un accusé ne peut pas être détenu par celui qui le poursuit avant son procès.

### Recours à des témoins
Le statut d'une personne pouvait être un objet de litige, un citoyen libre pouvant parfois être revendiqué comme un esclave. Pour régler ces différends, le juge doit se baser sur les affirmations des témoins. Un esclave peut se réfugier dans un temple en suppliant.
Un magistrat ne peut pas être partie à un procès. Si un magistrat est poursuivi ou mis en cause pour arrestation abusive d'un esclave, le procès doit avoir lieu après la fin du mandat de ce magistrat (qui est élu pour un an). Si celui-ci perd son procès, l'amende à payer court à partir du jour où le forfait a eu lieu.

### Viol et adultère
Le viol est puni par une amende dont le montant varie selon qu'il s'agit d'un homme ou d'une femme libre ; si l'acte est commis par un esclave, l'amende est doublée. Le montant varie selon que la personne en cause est domestique ou esclave.
L'adultère est également puni par une amende. Encore ici, le montant varie selon le statut des personnes en cause, mais aussi selon que l'acte a eu lieu dans la maison familiale ou non. Les témoins doivent prêter serment.

### Divorce
Le code prévoit les dispositions à suivre pour le partage des biens en cas de divorce. La femme garde les biens qu'elle avait avant son mariage ainsi que la moitié du produit de ces biens acquis durant le mariage. Elle a aussi droit à une somme d'argent forfaitaire de cinq statères si l'homme est responsable du divorce.
Si une femme divorcée accouche, l'ex-mari peut choisir de revendiquer l'enfant ou l'abandonner à la femme. Celle-ci peut alors choisir de l'élever ou de l'exposer. Une amende sévère est prévue pour la femme qui exposerait son enfant sans l'avoir d'abord présenté à son ex-mari.

### Héritage
Si un homme meurt sans laisser d'enfant, sa femme peut se remarier et garder sa fortune et ce que son mari lui a donné en plus. S'il a des enfants, les biens reviennent à ceux-ci. La descendance masculine est avantagée par rapport à la descendance féminine dans une proportion de deux pour un. S'il n'y a pas de famille proche, les biens vont à l'aîné des frères et à ses enfants, ou à l'aînée des sœurs, s'il n'y a pas de frère.
En cas de mariage d'un esclave ou d'un domestique avec une femme libre, leurs enfants sont libres.

### Lignée paternelle
Le code prête une grande attention au maintien de la lignée paternelle. Une fille unique dont le père meurt doit épouser l'aîné des frères de son père, ou, à défaut, le fils de celui-ci. Si elle ne le veut pas, elle doit lui donner en compensation la moitié des biens dont elle hérite. De nombreux autres cas font l'objet de dispositions précises, dues à la situation dans la société grecque de la fille épiclère.
Pour assurer le maintien d'une lignée en dépit du manque de descendance, un homme peut avoir recours à l'adoption ; cela n'est pas permis à la femme. Le code dispose de la procédure à suivre.

## Style
Le code recourt principalement à des constructions hypothétiques au moyen desquelles le législateur envisage les diverses possibilités pour chaque point. À titre d'exemple, le texte de la première colonne commence ainsi :
Dieux !
Si quelqu'un s'apprête à entamer une procédure juridique contre un homme libre ou un esclave, qu'il ne s'en saisisse pas avant le procès. S'il s'en saisit, qu'il soit condamné — s'il s'agit d'un homme libre à une amende de dix statères, et si c'est un esclave à une amende de cinq statères — et que soit ordonnée la mise en liberté dans les trois jours. Mais s'il ne le relâche pas, qu'il soit condamné à une amende d'un statère — s'il s'agit d'un homme libre, et, si c'est un esclave, d'une drachme — par jour supplémentaire jusqu'à ce qu'il le relâche. Et que le juge détermine sous serment le nombre de jours.

## Sources
- Bernard Haussoullier, « Inscriptions archaïques de Gortyne », Bulletin de correspondance hellénique, vol. 4, no 4,‎ 1880, p.460-471 (lire en ligne).
- (en) Ronald Willets, The Law Code of Gortyn, Berlin, Walter de Gruyter, 1967, 98 p. (ISBN 3-11-005176-1, lire en ligne).
- A.S. Vasilakis, La grande inscription du code de lois de Gortyne, Heraklion, Ed. Mystis, 2004.